# Susuacanga rotundipenne
Susuacanga rotundipenne är en skalbaggsart som först beskrevs av Bates 1884.  Susuacanga rotundipenne ingår i släktet Susuacanga och familjen långhorningar. Inga underarter finns listade i Catalogue of Life.